# 左輪手槍 (電影)
是一部2024年上映的韓國犯罪懸疑電影，由《無賴漢》的導演吳勝旭執導，全道嬿、池昌旭、林智妍主演。講述的是一名前職警察只為一個目的和目標直奔的故事。

## 演員陣容

### 主要人物
- 全道嬿 饰演 河秀英[6]

前職警察，因可疑的事件被判入獄服刑两年，出獄後全身心投入某個任務中。
- 池昌旭 饰演 Andy[7]

被人称为“喷着香水的疯狗”，从不把责任和守约放在眼里，没有遵守给背黑锅的河秀英补偿的约定而迫使秀英行动起来。
- 林智妍 饰演 鄭潤善[8]

内心难以捉摸的夜总会老板娘，曾经与牵涉河秀英的腐败案件。在秀英出狱当天唯一来接她的人，此后徘徊在秀英身边协助她的行动。

### 其他人物
- 金准韓 饰演 申东浩[9]

河秀英的后辈刑警，充当Andy的公司Eastern Promise背后的保护伞，并按本部长的指示暗中跟踪出狱后的秀英。
- 金鍾洙 饰演 本部长[9]

Eastern Promise公司本部长，为Andy善后的人，擅长使唤人，将郑润善、申东浩、赵社长掌控在手中。
- 鄭滿植 饰演 赵社长[9]

经营一家室内模拟高尔夫训练场，依靠察言观色和靠山生存，过去是河秀英牵涉腐败案件的夜店老板。
- 吴义植 饰演 洪仁基，检察官。[10]
- 尹敬浩 饰演 杨律师
- 梁玄敏 饰演 朴敬龙
- 金惠恩 饰演 巫婆
- 俞成柱 饰演 权所长

### 特別出演
- 田慧振 饰演 格蕾丝[11][12]

神秘的掌权者、Eastern Promise公司的代表，也是Andy的姐姐，站在Andy身后和权力之巅试图安静、快速地处理河秀英掀开的乱局。
- 李政宰 饰演 林锡勇[11][12]

河秀英的恋人，经常探望服刑中的秀英，但有一天却突然销声匿迹。
- 鄭在詠 饰演 闵基贤[11][12]

河秀英与林锡勇过去的警察前辈，曾经是一名警察班长。

## 製作

### 選角
2023年2月20日，經紀公司證實全道嬿收到出演提案並正在積極商討中，在片中飾演前職警察，該片由SANAI Pictures製作。3月7日，經紀公司證實池昌旭收到出演提案並正在積極商討中。7月4日，經紀公司證實林智妍出演該片。同年7月5日，片方正式宣佈全道嬿、池昌旭、林智妍出演該片，並公布劇本閱讀現場照片。8月11日，媒體報導金准韩有望加盟該片，在片中飾演一名前職警察。11月23日，媒體報導李政宰特別出演該片。

### 拍攝
主體拍攝於2023年6月5日開始進行，同年10月殺青。

### 損益平衡點
據媒體報導，該片損益平衡點推算為140萬觀影人次。

## 发行
该片定于2024年8月7日在韩国上映，海外发行版权已销售至法国、德国、台湾、越南、新加坡、马来西亚、印度尼西亚、文莱等172个国家与地区，其中Purple Plan负责新加坡、马来西亚和印度尼西亚的发行，Plaion Pictures负责德国的发行，香港和澳门由新映影片发行，台湾由車庫娛樂发行。同年9月6日上线韩国OTT平台。

### 票房
在韩国上映首日获得5.74万名观影人次的票房成绩，不敌《變身機長》和《奇妙梦可大电影》，位列单日票房榜第3名。

## 奖项荣誉
| 年份 | 颁奖礼                     | 奖项         | 入围者         | 结果 | 参考   |
| ---- | -------------------------- | ------------ | -------------- | ---- | ------ |
| 2024 | 第33屆釜日電影獎           | 最佳電影     | 《左轮手枪》   | 獲獎 |        |
| 2024 | 第33屆釜日電影獎           | 最佳導演     | 吳勝旭         | 提名 |        |
| 2024 | 第33屆釜日電影獎           | 最佳女主角   | 全道嬿         | 提名 |        |
| 2024 | 第33屆釜日電影獎           | 最佳女配角   | 林智妍         | 獲獎 |        |
| 2024 | 第33屆釜日電影獎           | 最佳攝影     | 姜國賢         | 獲獎 |        |
| 2024 | 第9届伦敦亚洲电影节        | 最佳演员     | 林智妍         | 獲獎 | [ 31 ] |
| 2024 | 第45屆青龍電影獎           | 最佳女主角   | 全道嬿         | 提名 |        |
| 2024 | 第45屆青龍電影獎           | 最佳女配角   | 林智妍         | 提名 |        |
| 2024 | 第45屆青龍電影獎           | 最佳攝影照明 | 姜國賢、金浩聲 | 提名 |        |
| 2024 | 第45屆青龍電影獎           | 最佳美術     | 朴日炫         | 提名 |        |
| 2024 | 第45屆青龍電影獎           | 最佳技術     | 赵相庆（服裝） | 提名 |        |
| 2024 | 第25届釜山电影评论家协会奖 | 大奖         | 《左轮手枪》   | 獲獎 | [ 32 ] |
| 2024 | 第25届釜山电影评论家协会奖 | 最佳女演员   | 全道嬿         | 獲獎 | [ 32 ] |
| 2024 | 第11届韩国电影制作人协会奖 | 最佳男配角   | 池昌旭         | 獲獎 |        |
| 2025 | 第18届亚洲电影大奖         | 最佳女配角   | 林智妍         | 提名 | [ 33 ] |
| 2025 | 第61屆百想藝術大獎         | 最佳作品     | 《左轮手枪》   | 提名 | [ 34 ] |
| 2025 | 第61屆百想藝術大獎         | 最佳劇本     | 吳勝旭、周星   | 提名 | [ 34 ] |
| 2025 | 第61屆百想藝術大獎         | 最佳導演     | 吳勝旭         | 獲獎 | [ 34 ] |
| 2025 | 第61屆百想藝術大獎         | 最佳女主角   | 全道嬿         | 獲獎 | [ 34 ] |
| 2025 | 第61屆百想藝術大獎         | 最佳女配角   | 林智妍         | 提名 | [ 34 ] |

## 外部鏈接
- NAVER上《左輪手槍》的资料
- Daum上《左輪手槍》的资料
- 韩国电影数据库（KMDb）上《左輪手槍》的資料
- 互联网电影数据库（IMDb）上《左輪手槍》的资料（英文）
- 豆瓣电影上《左輪手槍》的資料 （简体中文）